# Флаг Арского района
Флаг А́рского муниципального района Республики Татарстан Российской Федерации — опознавательно-правовой знак, служащий официальным символом муниципального образования.

## Описание
Флаг Арского муниципального района представляет собой прямоугольное зелёное полотнище с отношением ширины к длине 2:3, несущее посередине жёлтое изображение бревенчатой крепости, а вдоль края — 14 жёлтых колосьев и 14 белых цветов астры попеременно.

## Обоснование символики
Флаг района разработан на основе герба района.
Арский район — один из древнейших регионов Казанского ханства. Здесь располагались личные владения правителей и знати. Эта земля на протяжении веков была надёжной опорой Казанских ханов. Арская история связана с многочисленными событиями, игравшими ключевую роль в становлении государственности татарского народа. Районный центр — город Арск был основан в средневековье как пограничная крепость-форпост. Крепость многие годы успешно выполняла свою функцию, оберегая мирных жителей от вражеских набегов. Образ жёлтой (золотой) крепости, заимствованный из герба уездного города Арска, утверждённого в 18 (29) октября 1781 года, отражает исторические особенности развития региона. Изображение крепости также подчёркивает взаимосвязь города и района.
Кайма, выполненная из хлебных колосьев и цветков астры, обозначает сельское хозяйство — основу современной экономики района. Астра олицетворяет солнце и долголетие. Белый цвет (серебро) — символ чистоты, совершенства, благополучия, мира и взаимопонимания.
Жёлтый цвет (золото) — символ урожая, богатства, стабильности, интеллекта и уважения.
Зелёный цвет — символ природы, здоровья, жизненного роста.